# Agent immobilier
Pour les articles homonymes, voir Agent et L'Agent immobilier.
 (février 2016).
Un agent immobilier (ou courtier immobilier au Québec) est un intermédiaire dans les transactions portant sur des biens immobiliers : ventes et locations. Cet agent peut être un travailleur indépendant ou une entreprise, l'agence immobilière, employant des négociateurs. 
Il est généralement en contact avec ses confrères de la même branche, avec les mairies et communautés urbaines, les collectivités, les institutions, les avocats et les tribunaux.

## Champ d'intervention
Il peut être varié. Les agents immobiliers ne sont pas limités par la loi à un domaine. L'expérience et leurs préférences ou modalité de rémunération les fait souvent se spécialiser ;
Certains répondent aux besoins des particuliers : logements, garages, terrains ; dans une diversité de situations urbaines ou rurales, de biens récents ou anciens, communs ou prestigieux.
10 % des agents immobiliers[réf. nécessaire] avec peu de mixité sont spécialisés en immobilier d'entreprise : bureaux, entrepôts, terrains industriels, commerces, activités spécifiques.

## Accompagnement de la transaction

### Présentation du bien
L'agent immobilier conseille le vendeur sur la façon de présenter son bien. S'il y a lieu, certains agents immobiliers conseilleront nettoyage, réparations, rangement, « dépersonnalisation », réorganisation du mobilier allant parfois même jusqu'à l'utilisation des services d'un styliste professionnel. En France, ce phénomène, initié aux États-Unis sous l'appellation de home staging, peut être appelé « valorisation résidentielle » ou « valorisation immobilière ». Le but est d'améliorer l'image d'un bien pour arriver à le vendre.
Après cette étape, des prises de vues (photographie, vidéo, voire modélisation) seront souvent réalisées pour être diffusées par des publications sur Internet ou dans la presse spécialisée pour générer des prises de contact.

### Actions commerciales
Les actions commerciales mises en œuvre par l'agent immobilier pour la vente du bien peuvent être : relance de son fichier de clients potentiels, pose de panneaux, annonces dans la presse, présentation dans une vitrine, diffusion sur internet, aussi bien sur le site de l'agence que sur des sites à diffusions multiples, campagne grâce à des imprimés.

## Au Québec (Canada)
Au Québec, une loi réglemente le courtage immobilier depuis 1962. La dernière législation remonte à 2010 et l'Organisme d'auto-réglementation du courtage immobilier au Québec (OACIQ) a été créé dans le but de veiller à la protection du public par un encadrement de la profession. Une loi, des règlements et un syndic favorisent un exercice rigoureux du courtage immobilier dans la province. Une assurance responsabilité et un fonds d'indemnisation complètent les mécanismes mis en place pour assurer la protection du consommateur.
Le courtier immobilier au Québec est un intermédiaire de marché qui remplit divers actes dont la mise en marché de propriété. Il a la responsabilité de fournir aux acheteurs des informations vérifiables et vérifiées. Il est soumis à des inspections professionnelles régulières. Dans chacune des transactions immobilières, le courtier engage sa responsabilité professionnelle envers le vendeur, l'acheteur ou les deux lorsqu'il représente les deux parties.
Par ailleurs, la loi sur le courtage immobilier au Québec prescrit une éthique commerciale qui favorise la collaboration entre courtiers pour le bénéfice des clients. Ainsi, il existe un mécanisme dit service inter-agence qui fait en sorte que le stock de propriétés d'un courtier est aussi disponible à tous les autres courtiers et leurs acheteurs qu'ils représentent.
Ainsi, la rétribution prévue au contrat de courtage est séparée entre le courtier du vendeur (courtier inscripteur de la propriété) et le courtier qui représente l'acheteur. L'avantage pour le vendeur est qu'il met en vente sa propriété auprès d'un seul courtier d'une agence immobilière et l'acheteur n'a pas à cogner à toutes les portes des agences pour trouver une propriété. Il existe une banque commune de propriétés à vendre. Tout l'inventaire sur le marché est facilement disponible. C'est le principe du marché ouvert pour tout le monde où l'intérêt premier est de faciliter la transaction dans l'intérêt premier du consommateur qui souhaite vendre ou acheter avant celui du courtier ou de l'agence.
Le principe est d'éliminer le plus d'entraves possibles à une transaction. La collaboration entre agences et courtiers pour le bénéfice du consommateur garantie des conditions optimales pour l'échange de bien. Le but recherché d'un marché ouvert est la réalisation d'une transaction immobilière dans les meilleures conditions et au meilleur prix puisque toute l'information sur les propriétés à vendre est facilement disponible à tout le monde, sans limitation ou contrainte. Mais le geste du courtage reste réglementé afin d'assurer la protection du public.

## En France
Il n'existe en 2013 « aucun instrument permettant de recenser avec certitude le nombre de personnes titulaires de carte professionnelle actuellement en exercice » et « certains agents immobiliers ou administrateurs de biens peuvent, pendant la durée de validité de cette carte, qui est décennale[réf. nécessaire], et non plus annuelle depuis une réforme entrée en vigueur le 1er janvier 2006, cesser l'une ou l'autre de leurs activités sans aucune obligation de mentionner cette cessation auprès des préfectures ».
Fin 2012, il y avait environ 27 000 agences immobilières en France (après que 3 000 d’entre elles aient fermé cette même année).
En moyenne annuelle dans la période 2008-2010, les 56 000 entreprises du secteur immobilier auraient réalisé un chiffre d'affaires HT de 15,1 Md€ pour une valeur ajoutée de 7,5 Md€, avec 114 000 salariés, sans compter les indépendants. Il y avait 32 000 agences en 2008 contre 17 000 dix ans plus tôt, en raison de l'augmentation du volume des transactions lors de cette décennie.
En 2013, les agents immobiliers gèrent 35 à 40 % du marché locatif français.
| année | entreprises | Effectif salarié | CA HT (Md€) | Valeur ajoutée (Md€) |
| ----- | ----------- | ---------------- | ----------- | -------------------- |
| 2008  | 58 600      | 122 000          | 16,3        | 7,52                 |
| 2009  | 53 900      | 109 000          | 13,6        | 6,93                 |
| 2010  | 55 400      | 112 000          | 15,4        | 8,06                 |

En raison de la diminution du nombre de transactions en 2012, la principale fédération du secteur, la FNAIM, anticipe une perte de 5 000 postes sur les près de 80 000 en transaction.

### Cadre juridique
Les activités concernant les immeubles et les fonds de commerce sont régies par la loi 70-9 du 2 janvier 1970 dite Loi Hoguet et de son décret d'application du 20 juillet 1972. Elle s’applique à toute personne physique ou morale qui, d’une manière habituelle, et même à titre accessoire, se livre ou prête son concours aux opérations portant sur les biens d’autrui (transaction ou la location d'immeubles ou de fonds de commerce et la gestion immobilière). Les activités d’entremise et de gestion soumises à cette réglementation sont visées à l’article 1er de la loi du 2 janvier 1970.
Les activités d’entremise et de gestion concernées portent sur :
1. l’achat, la vente, l’échange, la location ou sous-location, saisonnière ou non, en nu ou en meublé d’immeubles bâtis ou non bâtis ;
2. l’achat, la vente ou la location-gérance de fonds de commerce ;
3. la cession d’un cheptel mort ou vif ;
4. la souscription, l’achat, la vente d’actions ou de parts de sociétés immobilières donnant vocation à une attribution de locaux en jouissance ou en propriété ;
5. l’achat, la vente de parts sociales non négociables lorsque l’actif social comprend un immeuble ou un fonds de commerce ;
6. la gestion immobilière ;
7. à l’exclusion des publications par voie de presse, la vente de listes ou de fichiers relatifs à l’achat, la vente, la location ou sous-location, saisonnière ou non, en nu ou en meublé d’immeubles bâtis ou non bâtis ;
8. la conclusion de tout contrat de jouissance d’immeuble à temps partagé régi par les articles L.121-60 et suivants du code de la consommation.

Par contre ceci ne s'applique pas aux géomètres, notaires, avocats, architectes pour leurs œuvres et représentants de sociétés de construction pour leurs mises en vente qui relèvent d'une autre législation

#### Carte professionnelle
La carte professionnelle d'agent immobilier est délivrée par la chambre de commerce et d'industrie (CCI) territoriale. Elle est valable 3 ans[réf. nécessaire] et doit être renouvelée deux mois avant son expiration.
La carte professionnelle peut porter les mentions suivantes :
- Transactions sur immeubles et fonds de commerce,
- Gestion immobilière,
- Syndic de copropriété,
- Marchand de listes.

Son obtention est soumise à des conditions. :
- d'aptitude professionnelle : diplôme sanctionnant des études juridiques, économiques ou commerciales et/ou expérience professionnelle acquise au sein d'une agence immobilière titulaire de la carte professionnelle,
- de moralité : l'absence d'incapacité ou d'interdiction d'exercer est établie par un bulletin no 2 du casier judiciaire du demandeur,
- de l'attestation de garantie financière souscrite auprès d'une banque, d'une organisation professionnelle, d'une compagnie d'assurance, d'un établissement de crédit ou de la Caisse des dépôts, est obligatoire pour les agents immobiliers qui détiennent des fonds, effets ou valeurs pour leurs clients (un dépôt de garantie, par exemple), excepté leur rémunération ou commission,
- de l'attestation d'assurance couvrant les conséquences pécuniaires de la responsabilité civile professionnelle,
- d'une immatriculation au RCS attestée par un extrait K ou Kbis datant de moins d'un mois.

#### Code de déontologie
Institué par décret en 2015 en application de la loi Alur sur le logement, il s'applique désormais aux agents immobiliers, syndics de copropriété, administrateurs de biens, marchands de listes, exerçant « les activités de transaction et de gestion des immeubles et des fonds de commerce ». Des "sanctions disciplinaires" sont prévues par la loi en cas de violation de ce code (qui comprend 12 articles). Ces sanctions sont prises par la Commission de contrôle des activités de transaction et de gestion immobilières.
Ce code précise que les agents concernés doivent exercer leur profession « avec conscience, dignité, loyauté, sincérité et probité », et présenter leur carte professionnelle « à la demande de toute personne intéressée », faire preuve de « prudence et de discrétion dans l'utilisation des données à caractère personnel et des informations relatives à leurs mandants » ; « posséder les connaissances théoriques et pratiques nécessaires à l'exercice de leurs activités » ; « se tenir informés des évolutions législatives et réglementaires », « S'abstenir de toute discrimination » et « veiller au respect des obligations qui leur incombent en matière de lutte contre le blanchiment des capitaux et le financement du terrorisme ». Ils doivent aussi « ne pas se trouver en conflit d'intérêts » avec les mandants, y compris dans l'exercice d'activités annexes à leur profession et doivent « s'efforcer de résoudre à l'amiable » d'éventuels litiges avec leurs confrères ou clients.
Ce code leur demande aussi de se conformer  « aux décisions rendues par la commission » ou par la « juridiction administrative en matière disciplinaire ».
Un décret doit préciser le fonctionnement de la commission de contrôle des activités de transaction et de gestion immobilières(désignation des membres, modalités de saisine, organisation).

#### Habilitation
Une habilitation doit être confiée par un titulaire de la carte à un collaborateur n'étant pas frappé d'une incapacité.
Les agents commerciaux non salariés ne peuvent pas détenir de fonds, ni rédiger des contrats, sauf les mandats, ou donner des conseils juridiques.
Ce collaborateur, dit « négociateur immobilier » a pour mission de mettre en contact un acheteur éventuel avec un vendeur, un preneur éventuel avec un bailleur. Par sa connaissance des prix du marché immobilier français, des biens disponibles sur chaque secteur, de la nature de la demande et de l'offre (grâce à une veille commerciale sur le marché), il participe à la bonne réalisation des transactions.

#### Mandat
Les clients de l'agent immobilier le mandatent pour une mission précise : mettre en vente ou en location leur bien immeuble ou rechercher un bien qui correspond à leurs attentes.
Ce mandat prend la forme d'une convention écrite en application des dispositions du code civil pour les contrats, précisant les conditions de manipulation de fonds ainsi que les conditions de détermination de la rémunération et de la partie voire des parties en ayant la charge.

#### Incapacité
L'agent est frappé d'incapacité d'exercer sa profession en cas de condamnation depuis moins de dix ans pour un crime ou à trois mois de prison ferme pour un délit d'escroquerie, de recel, de blanchiment, de corruption, de faux, d'association de malfaiteurs, de trafic de stupéfiants, de proxénétisme, d'exploitation de personnes, d'infraction à la législation sur les sociétés commerciales, de banqueroute, de prêt usuraire, de jeux de hasard, de trafic financier, de fraude fiscale, de piratage informatique, de discrimination ou pour infraction à l'urbanisme, à la consommation, au code du travail. De même, la destitution d'une profession réglementée ou une faillite personnelle induit cette incapacité.

#### Aptitude
Sont regardées comme justifiant de l'aptitude professionnelle requise pour obtenir la carte professionnelle les personnes qui produisent :
1. Soit un diplôme délivré par l'État ou au nom de l'État, d'un niveau égal ou supérieur à trois années d'études supérieures après le baccalauréat et sanctionnant des études juridiques, économiques ou commerciales ;
2. Soit un diplôme ou un titre inscrit au répertoire national des certifications professionnelles d'un niveau équivalent (niveau II) et sanctionnant des études de même nature ;
3. Soit le brevet de technicien supérieur professions immobilières (BTS PI) ;
4. Soit un diplôme de l'institut d'études économiques et juridiques appliquées à la construction et à l'habitation (ICH) ;
5. Soit le baccalauréat et justifier de trois années d'expérience professionnelle dans l'immobilier ;
6. Toute personne sans aucun diplôme justifiant de dix années d'expérience professionnelle dans l'immobilier (réduit à quatre années d'expérience pour les cadres).

### Honoraires
En contrepartie de son activité, l'agent immobilier reçoit une rémunération. Plafonnés en 1974 par un barème national, les honoraires ont été libérés en 1986, mais doivent être affichés dans la vitrine et dans les lieux d'accueil du public de l'agence. Ils sont fixés dans le mandat de vente ainsi que la partie en supportant la charge. Leur montant et la partie en ayant la charge sont obligatoirement rappelés dans le contrat de vente ou compromis de vente (l'avant-contrat). Dans le cadre d'un mandat de location, le montant des honoraires est encadré par le décret no 2014-890 du 1er août 2014.
Dans le cadre d'une publicité, la rémunération de l'intermédiaire lorsqu'elle est à la charge du locataire ou de l'acquéreur et qu'elle n'est pas incluse dans le prix annoncé, doit obligatoirement être mentionnée toutes taxes comprises.
Les barèmes habituels varient en fonction du montant de la transaction : plus le prix de vente d'un bien sera élevé, moins le pourcentage de commission sera élevé. Les agences immobilières perçoivent en moyenne de 6,5 % d'honoraires TTC pour des biens de moins de 150 000 € à 3,5 % pour des biens de plus de 450 000 €, 4,8 % de 150 000 à 300 000 € et 4 % de 300 000 à 450 000 € ; et 8 % HT[réf. nécessaire] pour les transactions commerciales : fonds de commerces, chambre d'hôtes, hôtels, magasins, bureaux, etc.
Même si les barèmes d'agence immobilière sont généralement en pourcentage, certains nouveaux acteurs proposent des commissions fixes, généralement comprises entre 3000 et 5 000 € et cela peu importe la valeur du bien.
Aucun règlement n'est dû, exigible ou acceptable avant qu'une opération soit constatée dans un acte authentique de transfert de propriété (signature de l'acte chez le notaire), sauf si le mandant est un professionnel auquel cas un règlement est possible avant la conclusion effective de l'opération. En cas d'échec du contrat de vente, il n'a donc pas droit à cette rémunération, mais il peut demander une réparation du préjudice subi à la partie par qui l'abandon du contrat est arrivé, si le mandat précise une clause d'exclusivité s'il a été évincé de la vente, pénale ou aux termes de laquelle une commission sera due par le mandant même si l'opération est conclue sans son intermédiaire.
Afin que l'acquéreur puisse bénéficier d'une réduction sur le calcul de l'assiette des droits de mutation et des émoluments du notaire (fixés par décret), il est d'usage de mettre ceux-ci à la charge de l'acquéreur : de cette façon, le prix de vente pris en compte à l'acte authentique est le prix « net vendeur ». Sans cette disposition, le coût total serait augmenté de 5,09 % de droits de mutations et des émoluments du notaire (environ 1 % TTC pour les transactions habituelles) calculées sur la commission. Il est cependant possible de conserver la charge des honoraires au vendeur, ce qui est habituel lorsqu'il est professionnel : en effet, il pourra récupérer les 19,60 % de TVA ce qui est préférable. Une autre possibilité de réduire les frais d'enregistrement consiste à établir une liste de valeurs mobilières laissées dans le bien exemple : meubles de cuisine, électroménager etc.) et d'attribuer une valeur à chaque objets. En effet, comme les frais d'enregistrements sont calculés sur des biens « immobiliers » et non pas sur des bien mobiliers, l'administration fiscale autorise cette réduction.
Le négociateur immobilier, employé dans une agence immobilière, est rémunéré à la commission. Le montant de ses commissions est calculé en fonction du contrat qu'il a signé avec celle-ci et peut varier en fonction de son statut : salarié VRP ou agent commercial. On estime que le salaire moyen d'un agent immobilier dans une agence en 2022 est d'environ 2 360 € brut/mois[réf. souhaitée].

### Part de marché de la négociation de logements
La part de marché des agents immobiliers sur le marché de la négociation de logements s'élève à 68 % contre 60,5 % en 2005, en croissance d'un point par an depuis la libération. Les études notariales en accompagnent 6,5 %, les transactions effectuées sans intermédiaire par relations personnelles représentent 19 % et par petites annonces 14 %

### Activité connexe, les réseaux de mandataires
Plusieurs réseaux de mandataires immobiliers sont apparus dans le courant des années 2000. Ces réseaux permettent à tout le monde, débutants comme anciens professionnels, d'exercer la transaction immobilière dans le cadre d'un réseau d'indépendants disposant de la carte professionnelle du chef de réseau. Le titulaire de cette carte délègue ses compétences aux mandataires de son réseau.
Les membres de ces réseaux ne sont pas astreints à des obligations de compétence, mais la loi ALUR les oblige maintenant à disposer d'une assurance de responsabilité civile et, depuis 2016, à suivre des formations régulières d’au moins quatorze heures par an ou quarante-deux heures sur trois ans dont deux heures de formation sur la déontologie. Les réseaux de mandataires et leur niveau d'activité individuel se développent d'environ 20 % par an.
Avec le développement de la circulation de l'information sur internet et la modification profonde des communications, les négociateurs de ces réseaux ont la possibilité de travailler à domicile avec un simple ordinateur et un téléphone portable, sans avoir besoin d'une agence physique. Avec 90 % des clients qui viennent depuis les sites immobiliers, ils peuvent diminuer leurs frais de fonctionnement. Le succès des réseaux de mandataires repose également sur de plus fortes rémunérations pour les commerciaux (environ le double) que celles proposées par les agences à leurs collaborateurs.
Ce développement a été renforcé par le régime micro-social introduit par la loi de modernisation de l'économie de 2008. Les réseaux de mandataires auraient réalisé 15 000 transactions en 2011, soit 1,75 % des 858 200 ventes de logements anciens.

### Réforme de 2014
Le projet de loi ALUR entendait « remédier à deux difficultés principales » : « les mauvaises pratiques constatées dans le secteur de la transaction et de la gestion immobilière qui pénalisent les ménages » (« Le taux d’anomalies relevées par la DGCCRF lors des contrôles exercés sur les activités relevant de la loi Hoguet en 2012 s’élève à plus de 32 % des établissements contrôlés » ; Les contrôles ont également montré le non-respect de la loi en termes de "registre-répertoire" et de remise de reçus : « de nombreux manquements ont été constatés par les enquêteurs sur la tenue de ce registre. La plupart des agences dispensées de l’ouverture d’un compte-séquestre considèrent cette formalité comme facultative et inutile »); « le déficit de confiance du public à l’égard de ces secteurs dans un contexte de crise économique et d’augmentation continue de la dépense de logement ».

### Législation
- Loi no 70-9 du 2 janvier 1970 réglementant les conditions d'exercice des activités relatives à certaines opérations portant sur les immeubles et les fonds de commerce
- Décret no 72-678 du 20 juillet 1972 fixant les conditions d'application de la loi no 70-9 du 2 janvier 1970 réglementant les conditions d'exercice des activités relatives à certaines opérations portant sur les immeubles et fonds de commerce
- Arrêté du 1er septembre 1972 fixant les titres admis en dépôt et leur valeur pour la constitution de la garantie financière, les conditions minimales d'assurance et la forme du document justificatif (JORF du 13 septembre 1972)
- Arrêté du 1er septembre 1972 fixant le modèle du registre répertoire et des carnets de reçus (JORF du 28 septembre 1972)
- Décret no 93-199 du 9 février 1993 relatif aux conditions requises des ressortissants des États membres des communautés européennes pour exercer des activités relatives à certaines opérations portant sur les immeubles et les fonds de commerce et modifiant le décret no 72-678 du 20 juillet 1972
- Arrêté du 13 octobre 1993 relatif à la composition du dossier et aux modalités d'organisation de l'épreuve d'aptitude et du stage d'adaptation prévus par le décret 93199 du 09-02-1993 modifiant le décret 72678 du 20-07-1972 fixant les conditions d'application de la loi 709 du 02-01-1970 réglementant les conditions d'exercice des activités relatives à certaines opérations portant sur les immeubles et les fonds de commerce
- Arrêté du 18 mars 1996 fixant le modèle de l'attestation de caution ou de consignation pour les prestations touristiques prévue par le décret no 72-678 du 20 juillet 1972, modifié par le décret no 95-818 du 29 juin 1995
- Arrêté du 16 avril 1996 fixant le modèle des registres des conventions prévues par le décret no 72-678 du 20 juillet 1972, modifié par le décret no 95-818 du 29 juin 1995
- Arrêté du 16 janvier 2002 relatif au droit de constitution et de tenue des dossiers en vue de l'obtention ou du renouvellement des cartes professionnelles nécessaires à l'exercice des activités relatives à certaines opérations portant sur les immeubles et les fonds de commerce et prévues à l'article 1er du décret no 72-678 du 20 juillet 1972
- Arrêté du 5 février 2002 modifiant l'arrêté du 1er septembre 1972 relatif aux conditions minimales du contrat d'assurance et forme du document justificatif prévus par le décret no 72-678 du 20 juillet 1972 fixant les conditions d'application de la loi no 70-9 du 2 janvier 1970 réglementant les conditions d'exercice des activités relatives à certaines opérations portant sur les immeubles et les fonds de commerce
- Décret no 2002-642 du 29 avril 2002 modifiant le décret no 72-678 du 20 juillet 1972 fixant les conditions d'application de la loi no 70-9 du 2 janvier 1970 réglementant les conditions d'exercice des activités relatives à certaines opérations portant sur les immeubles et les fonds de commerce
- Décret no 2005-1315 du 21 octobre 2005 modifiant le décret no 72-678 du 20 juillet 1972 fixant les conditions d'application de la loi no 70-9 du 2 janvier 1970 réglementant les conditions d'exercice des activités relatives à certaines opérations portant sur les immeubles et les fonds de commerce
- Arrêté du 16 mars 2006 établissant le modèle des cartes professionnelles, de la déclaration d'activité et de l'attestation prévues par le décret no 72-678 du 20 juillet 1972, modifié par le décret no 2005-1315 du 21 octobre 2005, fixant les conditions d'application de la loi no 70-9 du 2 janvier 1970, modifiée par l'ordonnance no 2004-634 du 1er juillet 2004, réglementant les conditions d'exercice des activités relatives à certaines opérations portant sur les immeubles et les fonds de commerce
- Décret no 2008-355 du 15 avril 2008 modifiant le décret no 72-678 du 20 juillet 1972 fixant les conditions d'application de la loi no 70-9 du 2 janvier 1970 réglementant les conditions d'exercice des activités relatives à certaines opérations portant sur les immeubles et les fonds de commerce

### Documentation

#### Clients
- « Agent immobilier », Fiches pratiques, DGCCRF, 9 février 2012
- L'agent immobilier, Institut national de la consommation, 25 mars 2006 (lire en ligne)
- Vous & l'agent immobilier, Agence nationale pour l'information sur le logement, avril 2002 (lire en ligne)

#### Professionnels
- Gestion et transaction immobilières, éditions Dalian (présentation en ligne), mise à jour trimestrielle
- Dictionnaire Permanent Transactions immobilières, éditions Législatives (présentation en ligne), bulletins d’information mensuels et mise à jour trimestrielle
- Jean-Marie Moyse et Guy Amoyel, Agent immobilier, éditions Delmas, novembre 2006 (ISBN 2-247-06983-5, présentation en ligne)